# 蔡恩貞
蔡恩貞（： Chae Eun-jeong，1982年3月8日—），韓國女藝人，名字常被音譯為蔡恩真，前性感女子組合Girls Kingdom成員。
蔡恩貞17歲在韓國出道，曾經3人少女偶象組合CLEO的成員，擔任隊內主唱、中心、忙內，及後曾以「Enjel（엔젤）」作藝名推出個人專輯，2010年到香港發展。

## 音樂作品

### 團體專輯
所屬團體之共同作品，請參閱CLEO、Girls Kingdom

### 個人專輯
- 2009年 《My Name Is ENJEL》

### 數位單曲
- 2007年 《Out》
- 2007年 《바보야》
- 2008年 《3!4!》
- 2009年 《I Miss You》

### 原聲帶
- 2004年 SBS  巴黎戀人 OST 《Romantic Love》

## 網站連結
- 蔡恩貞的Instagram帳戶